# Дінобондху Мітро
Дінобондху Мітро (*দীনবন্ধু মিত্র, 1830 —1 листопада 1873) — бенгальський поет, письменник та драматург.

## Життєпис
Народився у с. Чоуберіа у Бенгалії. При народжені отримав ім'я Гандхарва Нараян . Початкову освіту здобув у рідному селі. У 1840 році його батько влаштував до місцевого заміндара (феодала). Проте хлропець втік звідти до свого дядька Нілмані, який мешкав у Калькуті. 1846 році поступив до безкоштовної школи. після її успішно закінчення у 1850 році вдало склав іспити до Індуїстського коледжу.
Згодом перейшов до поштового департаменту. У 1855 році отримав посаду поштиейстера у Патні. Водночас починає складати перші вірші та п'єси. Служив у Надії, Дацці, Оріссі. У 1870 році перейшов на службу у Калькуті. У 1871–1872 роках проявив себе під час Лушайської експедиції до Ассаму. У 1872 році отримав посаду інспектора на залізниці.

## Творчість
Є автором численних віршів, драм та роману «Пода Махехшвара». Найбільш відомою є соціальна драма «Ніладарпана» («Дзеркало індиго», 1860 рік). Драма, присвячена долі селян індигових плантацій Бенгалії, взаєминам білих плантаторів і підневільних орендарів. Ця п'єса була першим твором індійської літератури, в якій не в алегоричній, алегоричній, а в прямій формі на матеріалі реальної дійсності зображувалася антилюдська, грабіжницька політика англійських колонізаторів.
Дінобондху Мітро створив ще низку п'єс: «Насильницьке вдівство» (1866 рік), «Безумство старця-жениха» (1866 рік) та інші, в яких висміювалися недоладності традиційних соціальних і моральних приписів і які з успіхом йшли на сценах Бенгалії, але жоден з його наступних творів не могло зрівнятися за своєю громадською значимістю з «Дзеркалом індиго».